# 블라디미르 킴
블라디미르 세르게예비치 킴(러시아어: Владимир Сергеевич Ким, 1960년 10월 29일~)은 카자흐스탄의 수십억대 기업가로, 고려인 출신이다. 그는 런던 증권거래소에 상장된 카작무스의 회장으로 이 회사 지분의 약 45%를 소유하고 있다.
그는 약 22억 6,100만 파운드의 자산을 갖고 있어 '선데이타임즈 2007년 부자 명단'에 영국에서 19번째 부자인 것으로 기록되었다.